# Zuzana Vojířová z Vacovic
Zuzana Vojířová z Vacovic (kolem 1560 – 1616, Soběslav) byla česká šlechtična, společnice a členka fraucimoru Kateřiny z Ludanic, manželky Petra Voka z Rožmberka. Je také postavou legend jako milenka Petra Voka nebo jako soběslavská Bílá paní.

## Život
Pocházela pravděpodobně ze zemanského rodu Vojířů (Ojířů) z Vacovic a jejím otcem byl Kryštof Saska Vojíř z Vacovic, který byl ve službách pánů z Rožmberka a v roce 1566 byl purkrabím Strakonic.
Když se v roce 1580 Petr Vok z Rožmberka oženil s Kateřinou z Ludanic, stala se Zuzana Vojířová jednou z jejích společnic v nově zřízeném fraucimoru na bechyňském zámku a postupně se během její nemoci stala i její nejbližší přítelkyní a opatrovnicí. Poté, co Kateřina v roce 1601 ve věku 35 let zemřela, zastávala Zuzana Vojířová pravděpodobně i po přemístění panství v roce 1602 do Třeboně pozici paní domu (hofmistrové) v jeho ženské části.
V roce 1609 daroval Petr Vok za věrné služby Zuzaně Vojířové Špulířovský dům v Soběslavi (ten byl potom v roce 1645 vydrancován a vypálen Švédy, v první třetině 19. století opět vyhořel a pak byl přestavěn na nynější Rožmberský dům), dále Ježkovský dvůr na předměstí Tábora a k tomu ještě (dnes neznámou) dědinu Maškovskou.
Petr Vok zemřel v roce 1611 a ve své závěti odkázal dámám fraucimoru 3 000 kop míšeňských grošů. Zuzana Vojířová měla dostat zvláštní dar; úředníci Theobald Hock a Matěj Dekara údajně odcestovali do Soběslavi a předali starostovi zapečetěnou schránku s průvodním dokumentem od Petra Voka. Zuzana Vojířová v té době pobývala v Třeboni a o daru se dozvěděla až měsíc po smrti Petra Voka, ale radní jej odmítli vydat.
Jan Jiří ze Švamberka, dědic Rožmberků, pak v roce 1612 podezříval Zuzanu Vojířovou z krádeže rodinných šperků Rožmberků, které se nepodařilo najít. Nechal její dům v Soběslavi zapečetit a ji samotnou zatknout a vyslýchat dokonce na mučidlech, ale když byla schránka otevřena, nebyly v ní hledané šperky, ale zlaté rožmberské dublony a list od Petra Voka, jak s nimi naložit.
Zuzana Vojířová se pak provdala za soběslavského řezníka Jindřicha Ovčičku, který ale její majetek brzy propil a upil se k smrti. Zuzana Vojířová zemřela v roce 1616.

## Legendy
Podle jednoho z příběhů byla Zuzana Vojířová dcerou soběslavského mlynáře Zikmunda, kterou Petr Vok nařídil v roce 1580 přivést do Bechyně.
Už za jejího života se šířily zvěsti o milostném vztahu s Petrem Vokem. Mohly snad pocházet od jezuitů, protože Zuzana Vojířová, Petr Vok i Kateřina z Ludanic patřili k náboženské komunitě českých bratří. Tradovalo se i to, že se z tohoto vztahu narodil syn, a rožmberský rod tedy nevymřel.
Po její smrti se v Soběslavi zrodila legenda o Bílé paní, která se občas zjevuje ve městě nebo u kapliček na jeho okrajích.

## Ztvárnění v uměleckých dílech
Poprvé se postava Zuzany Vojířové objevila v dramatu Poslední Rožmberk (po přepracování Della Rosa), jehož autorem byl v roce 1861 Gustav Pfleger-Moravský.
František Kubka napsal o Zuzaně Vojířové povídku, která jako součást souboru Skytský jezdec vyšla v roce 1941 a stala se předlohou pro divadelní hru Zuzana Vojířová, kterou napsal a v roce 1942 v Národním divadle uvedl Jan Bor. Podle ní pak vznikla stejnojmenná opera Jiřího Pauera, uvedená v roce 1958. V roce 1981 vydal album s nahrávkou opery Supraphon a v roce 1983 vznikl stejnojmenný televizní film (v režii Petra Weigla).
V roce 2009 vyšla kniha Anny Březinové Poslední láska Petra Voka.